# Аналитический центр при Правительстве Российской Федерации
Аналитический центр при Правительстве Российской Федерации (или Автономная некоммерческая организация «Аналитический центр при Правительстве Российской Федерации») — некоммерческая организация, осуществляющая информационно-аналитическое и экспертно-аналитическое обеспечение деятельности Правительства Российской Федерации и выполняющая научные исследования.

## Об Аналитическом центре при Правительстве Российской Федерации
Аналитический центр при Правительстве Российской Федерации готовит и направляет в Правительство экспертные заключения по широкому кругу вопросов социально-экономического развития страны. Его эксперты и аналитики изучают вопросы бюджетной политики, проектного управления, финансов, транспорта, ЖКХ, энергетики, энергоэффективности, сельского хозяйства, использования природных ресурсов, охраны окружающей среды, образования, здравоохранения, информационных технологий, регионального развития и др.
Экспертные заключения готовятся Аналитическим центром с учётом мнений большого числа российских и зарубежных экспертов — представителей органов власти, предприятий, общественных объединений, отраслевых союзов и ассоциаций. Все эти специалисты участвуют в экспертных мероприятиях (круглых столах, экспертных обсуждениях, семинарах) или высказывают своё мнение по тем или иным вопросам дистанционно (по телефону, электронной почте, через онлайн-опросы).
По итогам 2013 года Аналитический центр при Правительстве Российской Федерации вошел в специальные номинации рейтинга мировых «фабрик мысли» Global Go To Think Tank, который ежегодно составляет Университет Пенсильвании в США. Аналитический центр стал 17-м в мире среди наиболее перспективных центров, а также занял 48-е место среди центров, занимающихся вопросами социальной политики.

## История
До 1991 года — Главный вычислительный центр Госплана СССР. 
В 1995—2001 годах помещения использовались как штаб-квартира политической партии «Наш дом — Россия» (НДР), под председательством премьер-министра РФ Виктора Черномырдина.
Аналитический центр при Правительстве Российской Федерации был создан в декабре 2005 года и стал значительно правопреемником Рабочего центра экономических реформ при Правительстве Российской Федерации и Центра экономической конъюнктуры и прогнозирования при Правительстве Российской Федерации, пришедших в начале 90-х годов прошлого века на смену Главному вычислительному центру Госплана СССР. 20 декабря 2005 года председатель Правительства Михаил Фрадков подписал Постановление Правительства Российской Федерации № 777 о федеральном государственном учреждении «Аналитический центр при Правительстве Российской Федерации». Основными направлениями деятельности Аналитического центра при Правительстве Российской Федерации были определены подготовка для Правительства рекомендаций и предложений по приоритетным вопросам экономической политики и экономических реформ, информационно-аналитическое обеспечение деятельности Правительства по вопросам осуществления экономических реформ, экспертиза концепций и программ социально-экономического развития России, участие в разработке нормативных правовых актов по вопросам стратегии и тактики осуществления экономических реформ, включая институциональные и структурные преобразования, проведение анализа и осуществление краткосрочного прогнозирования социально-экономического развития страны. Важным направлением исследований стали региональные и муниципальные мониторинги социально-экономического развития.
26 сентября 2024 года коллектив Аналитического центра при Правительстве Российской Федерации награждён орденом Почёта.

Руководители
- 2005—2009 — Андрей Викторович Зверев.
- 2009—2012 — Алексей Макушкин
- 2012—2018 — Константин Носков
- 2018—2020 — Владислав Онищенко[11]
- 2020 — н. в. — Константин Калинин

## Деятельность
До 1991 года и после Аналитический центр при Правительстве РФ осуществляет аналитическую, исследовательскую, научно-исследовательскую, экспертную деятельность, разработки и рекомендации, прочее.
С 2009 года Аналитический центр при Правительстве Российской Федерации стал осуществлять дополнительно мониторинг реализации Основных направлений деятельности Правительства и проектов Комиссии при Президенте Российской Федерации по модернизации и технологическому развитию экономики России. С использованием собственных информационно-аналитических инструментов проводился сбор, мониторинг и комплексный анализ показателей социально-экономического развития страны. В декабре 2012 года наступил новый этап в жизни организации - Аналитический центр при Правительстве Российской Федерации перешел от сложных научных исследований и ежегодных объемных отчетов к формату небольших по объему аналитических записок, которые оперативно и в большом количестве готовятся как по запросам Правительства, так и в инициативном порядке. С июля 2017 года на базе Аналитического центра работает проектный офис по реализации национальной программы «Цифровая экономика Российской Федерации».

## Здание

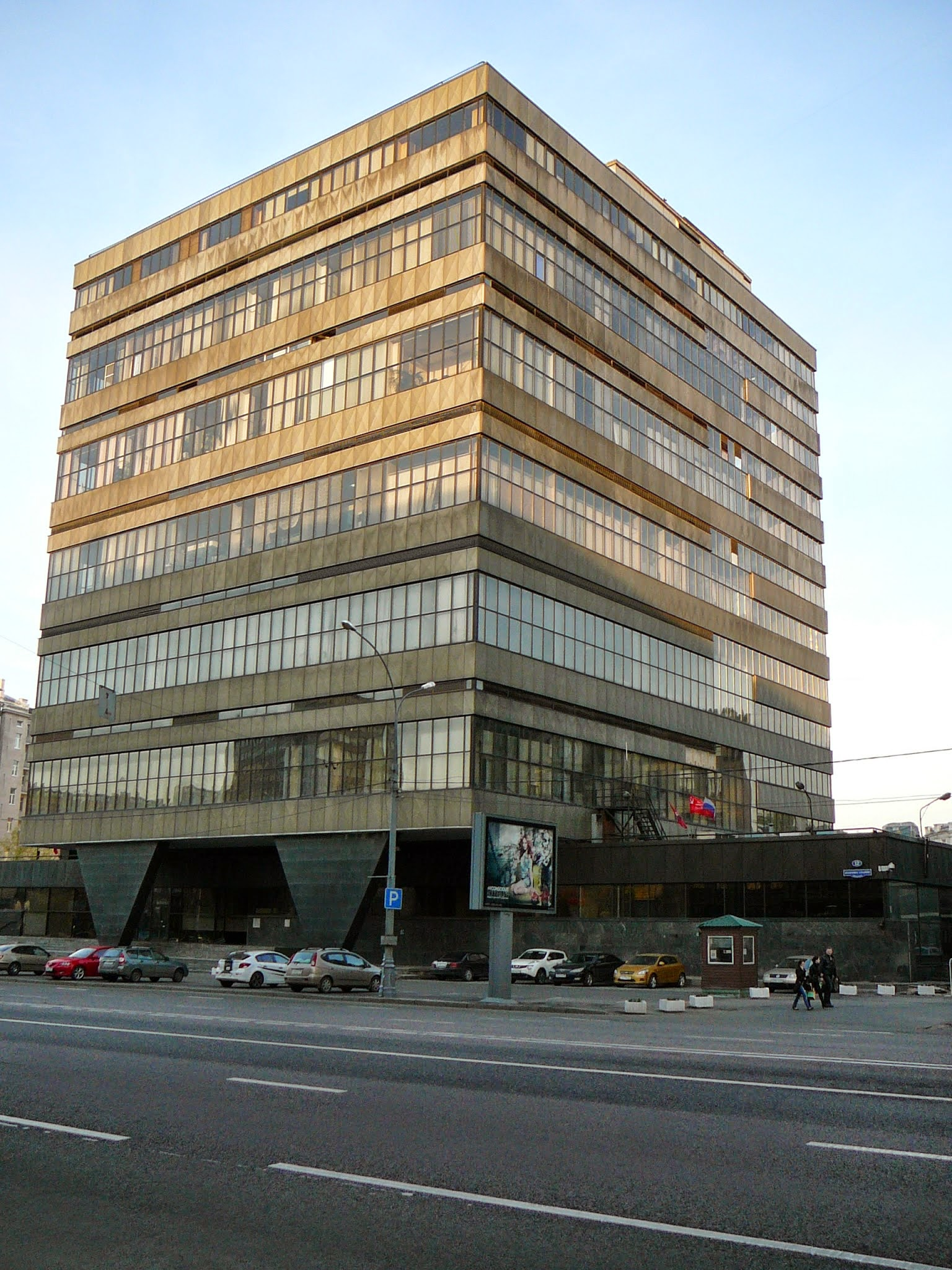
Здание Аналитического центра при Правительстве Российской Федерации

Сегодня Аналитический центр при Правительстве Российской Федерации располагается в здании, которое было построено в 1970 году для его предшественника — Главного вычислительного центра Госплана СССР. Это 12-этажное здание на Новокировском проспекте (ныне — проспект Академика Сахарова). Архитекторы Леонид Павлов, Лидия Гончар, Анатолий Семёнов, О.А.Трубникова.
Это было первое в стране здание, спроектированное специально для вычислительного центра, и долгое время оно считалось одним из наиболее совершенных с точки зрения размещения в нём крупных ЭВМ и других средств вычислительной техники, а также условий для работы специалистов и обслуживающего персонала. Работавшие в нём современники так описывали особенности этого сооружения:

«Машзалы в нём находились в части здания, обращенной на Новокировский проспект. С этой стороны на фасаде чередуются высокие этажи машзалов и низкие технические этажи. На противоположном фасаде — горизонтальные членения через равные промежутки, этажи одинаковые, там находились кабинеты. А на торцевых фасадах сделан искусный переход одного типа членений в другой».

Здание имеет форму куба с гранью 42 метра.